# شيء شرير يأتي من هذا الطريق (رواية)
شيء شرير يأتي من هذا الطريق هي رواية تنتمي لأدب الفنتازيا المظلمة، صدرت عام 1962 للأديب والكاتب الأمريكي راي برادبري. تدور أحداثها حول صديقين مقربين عمرهما 13 عامًا، جيم نايتشايد وويليام هالوي، وعن تجربتهما المروعة مع كرنفال متجول يأتي إلى منزلهما في إقليم الغرب الأوسط، المدينة الخضراء، إلينوي، في الثالث والعشرين من أكتوبر. يتعلم الأولاد كيفية مواجهة الخوف، من خلال التعامل مع الشخصيات المخيفة لهذا الكرنفال. زعيم الكرنفال هو الغامض «السيد دارك»، الذي يبدو أنه يملك القوة ليمنح المواطنين رغبات خفية. في الواقع، السيد دارك هو شخص حاقد خبيث يعيش، مثله مثل الكرنفال، على حياة أولئك المستعبدين. يتصدى للسيد دارك؛ والد ويليام، تشارلز هالواي، وهو أمين مكتبة البلدة الذي يخفي خوفه من التقدم في السن؛ بسبب شعوره بأنه أكبر من أن يكون والدًا لويليام.
تجمع الرواية بين عناصر الفانتازيا والرعب، وتحليل الطبيعة المتضاربة للخير والشر الموجودة داخل جميع الأفراد. خلافًا للعديد من أعمال برادبري الروائية الممتدة، مثل رواية خمر الهندباء والسجلات المريخية، وهي أعمال روائية مكونة من قصص متصلة منفصلة، تعتبر رواية شيء شرير يأتي من هذا الطريق رواية مفردة كاملة.
عنوان الرواية مأخوذ من عبارة الساحرات في مكبث: «إبهامي في الكفين تؤلماني، ما يعني أن ثمة شر في طريقه إلينا».

## الأرث والتأثير الأدبي
أثَّرت رواية شيء شرير يأتي من هذا الطريق تأثيرًا مباشرًا في عدد من كُتاب الفانتازيا والرعب، بمن فيهم الكاتب نيل غيمان وستيفن كينغ. أشاد غيمان بتأثير برادبري عليه وعلى العديد من أقرانه في مقالة نشرتها صحيفة الغارديان في عام 2012 عقب وفاة برادبري. يمكن قراءة رواية غيمان الآلهة الأمريكية كإشادة وكمحاولة للتفوق على العديد من موضوعات عمل برادبري «الكرنفال المظلم». تظهر فكرة مواجهة الناس العاديين ضد القوى الشريرة الخارقة للطبيعة في العديد من أعمال ستيفن كينغ، بما في ذلك روايته صائدة الأحلام. ناقش ستيفن كينغ هذه الرواية أيضًا، على نحو مستفيض، في كتابه رقصة الموت، وهو كتاب غير روائي.
أثرت هذه الرواية أيضًا على الكاتب الأمريكي روبرت لورنس ستاين، الذي قال: «راي برادبري هو أحد كُتابي المفضلين. أقول للناس دومًا أن أكثر الكتب رعبًا قرأتها في حياتي، هي إحدى كتبه -شيء شرير يأتي من هذا الطريق».